# 岸田稚魚
岸田 稚魚（きしだ ちぎょ、1918年（大正7年）1月19日 - 1988年（昭和63年）11月24日 ）は、俳人。本名は順三郎。

## 経歴
東京都北区生まれ。石田波郷に師事。父・録三郎は龍川の俳号で増田龍雨の門下。家は代々酒屋であった。
1936年、巣鴨商業学校卒業。1939年、のちに書家として活躍する兄・稚候に連れられ「馬酔木」（主宰：水原秋桜子）の新年句会に参加。翌年11月、「馬酔木」に投句を始める。1940年、結核の療養のため、茅ヶ崎の南湖院に入院、「療養知識」の俳句欄（選者：石田波郷）に投句。1943年、波郷の主宰誌「鶴」に参加。1948年、「鶴」休刊、波郷の命により、「寒雷」（主宰：加藤楸邨）に移る。1953年、「鶴」復刊、翌年「鶴」に復帰。
1968年、草間時彦、加畑吉男などと超結社の勉強会「塔の会」を結成。1976年、同人誌「琅玕」（玕：王偏に干）を創刊。翌年、結社誌「琅玕」を創刊、主宰、外川飼虎、椎名書子などが参加。
作風は、「鶴」の特色である境涯性だけに留まらず、洗練された都会的なスマートさや豊かな韻律性を特色とするものである。
第29回新協美術展（1986年）で東京都知事賞を受賞するなど、写真の分野でも活躍した。
1988年、脳血栓で死去。「萩寺」とも呼ばれる、東京都江東区の龍眼寺に眠る。戒名は、翔鶴院稚魚居士。「琅玕」は手塚美佐が継承。門下に、岡本高明、小島健、吉野裕之などがいる。

## 受賞歴
- 1957年　第3回角川俳句賞（作品「佐渡行」にて）
- 1973年　第12回俳人協会賞（句集『筍流し』にて）

## 著書

### 句集
- 『雁渡し』　私家版[4]、1951年
- 『負け犬』　近藤書店、1957年
- 『筍流し』　角川書店、1971年
- 『雪涅槃』　東京美術〈現代俳句俊英30人集〉、1979年
- 『萩供養』　立風書房、1982年
- 『花盗人』　立風書房、1986年
- 『紅葉山』　立風書房、1989年

### 選集
- 『岸田稚魚集』　俳人協会〈自註現代俳句シリーズ・Ⅰ期〉、1977年
- 『花神コレクション〔俳句〕 岸田稚魚』　花神社、1994年
- 『岸田稚魚集』　俳人協会〈自註現代俳句シリーズ 続篇3〉、1985年

### 評論・入門書など
- 『俳句添削教室』（成瀬櫻桃子・森田峠・岡本眸・原裕との共著）　東京出版、1978年
- 『俳句上達の早道-添削300句』　本阿弥書店、1988年